# Capivari (kommun)
Capivari är en kommun i Brasilien.   Den ligger i delstaten São Paulo, i den sydöstra delen av landet, 800 km söder om huvudstaden Brasília. Antalet invånare är 48 573.
Följande samhällen finns i Capivari:
- Capivari

Omgivningarna runt Capivari är en mosaik av jordbruksmark och naturlig växtlighet. Runt Capivari är det ganska tätbefolkat, med 111 invånare per kvadratkilometer.